# ترجمة الروايات القوطية في القرن الثامن عشر
تمت كتابة أبرز الروايات القوطية في القرن الثامن عشر بواسطة كتاب بريطانيين باللغة الإنجليزية وتمت ترجمتها على مر التاريخ إلى لغات أخرى، ولكن ظهر غيرهم من الكُتاب في جميع أنحاء أوروبا القارية بالتزامن معهم وذلك لكتابة الروايات القوطية بلغتهم الأصلية الخاصة بهم (فرانك وفريدريك إس: «القوطيون الأوائل: الدليل الحاسم إلى الرواية القوطية الإنجليزية»، الصفحة 32 نيويورك: حانة جارلاند 1987). وبينما كان يكتب الكُتاب البريطانيون مثل هوراس ولپول وآن رادكليف عن القلاع والأشباح، كان يكتب عنها أيضًا الكاتب الألماني فريدريش شيلر والكاتب الفرنسي ماركيز دي ساد والكاتب الأوكراني جان بوتوكي. وقد تمت ترجمة واحدة من أكثر روايات ماركيز دي ساد شهرة وهي الـ 120 يومًا من سدوم من اللغة الفرنسية إلى الإنجليزية والألمانية واليابانية الحديثة (بارزون وجاك: «الكُتاب الأوروبيون: القرن الرومانسي المجلد الخامس» الصفحة 175، أبناء تشارلز سكريبنر، 1986): وما وراء قارة أوروبا، كان يصعب العثور على أي كُتّاب من أي مكان آخر في العالم ينتجون الروايات من النوع القوطي في القرن الـ 18.

## الترجمة كأداة صياغة
استفاد اثنان على الأقل من الكُتاب القوطيون من المفهوم الأدبي للترجمة كأداة صياغة لرواياتهم. وتفتخر آن رادكليف أن روايتها القوطية الإيطالية تتميز بصياغة قوية، حيث يدّعي راويها أن القصة التي على وشك أن يسمعها القارئ تم تسجيلها وترجمتها من مخطوطة كانت لدى رجل إيطالي بعد أن أودعها لديه أحد أصدقائه المقربين الذي سمع القصة التي تم الاعتراف بها في الكنيسة. وتستخدم رادكليف هذه الصياغة الانتقالية لتدل على كيفية انتقال قصتها غير العادية إلى القارئ (آن رادكليف: «الإيطالية». مطبعة جامعة أوكسفورد، 2008). وفي المقدمة الخيالية لروايته القوطية قلعة أوترانتو، يدعي هوراس والبول أن قصته تم إنتاجها في إيطاليا وتم تسجيلها بالألمانية ثم تم اكتشافها وترجمتها للإنجليزية. وتُضفي قصة والبول عن الترجمة الانتقالية على روايته جوًا من الغرائبية المغرية التي تُعد السمة الغالبة على الروايات من النوع القوطي (هوراس والبول: «قلعة أوترانتو». مطبعة جامعة أوكسفورد، 2009).

## الترجمة إلى الوسائط الإعلامية الأخرى
تمت ترجمة الرواية القوطية في القرن الـ 18 بالعديد من لغات العالم على مر التاريخ، كما تمت ترجمتها أيضًا إلى الأنواع الإعلامية مثل الأفلام وحتى الرواية المصورة.
ويُعد فيلم الراهب فيلمًا تم إنتاجه في المملكة المتحدة عام 1990 ويتبع بشكل غير دقيق سير الأحداث في رواية الكاتب القوطي ماثيو لويس التي تحمل نفس الاسم. ومؤخرًا في 2007، تم نشر إصدار من الكتاب الهزلي للرواية القوطية الشهيرة لآن رادكليف أسرار أودولفو مكتملاً بالتوضيحات وفقاعات الكلمات (توم بومبلون: «الكلاسيكيات القوطية: الكلاسيكيات المصورة المجلد 14». إنتاج يوريكا، 2007). وقد أنتجت شعبية الروايات من النوع القوطي في القرن الـ 18 إرثًا من المحاكاة الساخرة للخيال القوطي - وتم نشر كتب في تسعينيات القرن الثامن عشر يُطلق عليها «روايات نورثانجر المرعبة».

## ترجمات ما وراء الخيال في الروايات القوطية في القرن الـ 18
ولأجل التحول من مجرد تكرار القصص القوطي، استكشف اثنان من الكُتّاب حياة الرواية القوطية في القرن الـ 18 خارج أحداث الرواية وخاضا في عالمي التأليف والمصداقية. يُعد فيلم أصبحت جاين فيلمًا يصل إلى ما هو أبعد من المحاكاة الساخرة القوطية التي ألفتها جاين أوستن كما أنه يعرض حياتها التي أدت إلى أن تصبح مؤلفة عجوزًا وعزباء. وفي نفس سياق ما وراء الخيال، أنتج مخرج الأفلام القصيرة التشيكي السريالي جان فانكميجز موكيومنتري (السخرية الوثائقية) عام 1979 في محاولة لشرح الأصول الجغرافية الأوروبية لرواية هوراس والبول القوطية قلعة أوترانتو

## وصلات خارجية
- http://www.imdb.com/title/tt0099609/
- http://www.imdb.com/title/tt0416508/